# Scandaleusement vôtre
Pour plus de détails, voir Fiche technique et Distribution.
Scandaleusement vôtre (Wicked Little Letters) est une comédie dramatique franco-britannique réalisée par Thea Sharrock et sortie en 2023,. Son scénario est inspiré de faits réels qui se sont déroulés dans les années 1920,  l'affaire des lettres de Littlehampton (en).

## Synopsis
Dans la petite ville anglaise de Littlehampton vers 1920, Edith Swan, vieille fille bigote sous l'emprise d'un père tyrannique, reçoit une série de lettres anonymes à caractère obscène. Son père accuse immédiatement leur voisine Rose Gooding, une jeune femme irlandaise aux mœurs libres pour l'époque et au tempérament très tranché. Il pousse sa fille à porter l'affaire en justice. Mais très vite des doutes apparaissent sur le véritable auteur de ces lettres anonymes, et une femme agent de police mène secrètement la contre-enquête.

## Fiche technique
Sauf indication contraire, les informations mentionnées dans cette section peuvent être confirmées par les bases de données cinématographiques IMDb et Allociné,  présentes dans la section « Liens externes ».
- Titre original : Wicked Little Letters
- Réalisation : Thea Sharrock
- Scénario : Jonny Sweet
- Musique : Isobel Waller-Bridge
- Décors : Cristina Casali
- Costumes : Charlotte Walter
- Photographie : Ben Davis
- Montage : Melanie Oliver
- Production : Graham Broadbent, Peter Czernin, Ed Sinclair, Olivia Colman et Jo Wallett
  - Production déléguée : Anna Marsh, Ron Halpern, Joe Naftalin, Ollie Madden, Daniel Battsek, Farhana Bhula, Diarmuid McKeown, Ben Knight, Tom Carver, Jonny Sweet et Simon Bird
  - Coproduction : Emma Mager
- Sociétés de production : Studiocanal et Blueprint Pictures
- Société de distribution : Studiocanal
- Pays de production :  France et  Royaume-Uni
- Langue originale : anglais
- Format : couleurs
- Genre : comédie dramatique
- Durée : 101 minutes
- Dates de sortie :
  - Canada : 9 septembre 2023 (Festival de Toronto)
  - France : 31 janvier 2024 (Festival Ciné O'Clock de Villeurbanne) ; 13 mars 2024 (sortie nationale)
  - Royaume-Uni : 23 février 2024

## Distribution
- Jessie Buckley (VF : Laetitia Coryn) : Rose Gooding
- Olivia Colman (VF : Nathalie Homs) : Edith Swan
- Timothy Spall (VF : Vincent Grass) : Edward Swan, le père d'Edith
- Gemma Jones (VF : Frédérique Cantrel) : Victoria Swan, la mère d'Edith
- Anjana Vasan (en) (VF : Fily Keita) : Gladys Moss, agente de police
- Hugh Skinner (VF : Marc Arnaud) : Papperwick, agent de police
- Paul Chahidi (en) (VF : Patrice Dozier) : Spedding, chef de la police
- Malachi Kirby (VF : Alex Fondja) : Bill, l'ami de Rose
- Alisha Weir (en) (VF : Sasha Cortella) : Nancy, la fille de Rose
- Joanna Scanlan : Ann
- Lolly Adefope (en) (VF : Corinne Wellong) : Kate
- Eileen Atkins (VF : Françoise Pavy) : Mabel
- Jason Watkins : M. Teading
- Richard Goulding (en) : M. Scales
- Tim Key : le père Ambrose

 Source et légende : version française (VF) sur RS Doublage

## Production

### Scénario tiré de faits réels
Le film est inspiré de faits réels s’étant déroulés dans les années 1920 à Littlehampton, et dont les protagonistes s’appelaient effectivement Rose Gooding, Edith Swan et Gladys Moss, cette dernière ayant été la première femme nommée officier de police dans le Sussex en 1919. Dans la réalité Rose Gooding a été condamnée à deux peines de prison, de deux mois et demi en 1920, et de 12 mois de travaux forcés en 1921. Comme des lettres injurieuses continuaient à circuler elle fut alors innocentée, libérée et dédommagée.
Gladys Moss, qui contrairement à ce que dépeint le film ne résidait pas à Littlehampton, y a été spécialement envoyée en août 1921 afin de surveiller les familles Gooding et Swan. Les soupçons se sont alors portés sur Edith Swan, qui a été arrêtée à la suite d'un flagrant délit. Lors d'un troisième procès en décembre 1921 elle a cependant été acquittée par le jury. Finalement en 1923, après une autre série de lettres, Edith Swan a été condamnée elle aussi a un an de travaux forcés lors d’un quatrième procès.

## Sortie

### Accueil critique
En France, le site Allociné propose une moyenne de 3,3⁄5, d'après l'interprétation de 17 critiques de presse.